# Pădureanca (nuvelă)
Pădureanca este o nuvelă scrisă de Ioan Slavici. 

## Personaje
- Busuioc
- Iorgovan
- Șofron
- Simina
- Pupăză
- Vica

## Ecranizări
Nuvela a fost ecranizată în 1987, filmul fiind regizat de Nicolae Mărgineanu.